# Haldir
Haldir var i Sagan om Ringen en alv i Lothlórien som till skillnad från många andra där talade språket väströna. Han och hans bröder mötte Ringens brödraskap när de kom till alvskogen. De begärde med hänvisning till Lothlóriens lagar att dvärgen Gimli skulle bära ögonbindel. Efter diskussion beslöt Aragorn att alla i brödraskapet skulle bära ögonbindel då alverna förde dem till sin drottning Galadriel.
I den vanligaste filmatiseringen leder Haldir även en grupp alvkrigare i slaget vid Helms klyfta och stupar själv i striden. Detta avviker från boken, där den ende alv som deltar i slaget om Hornborgen är Legolas.